# Leon Max Lederman
Leon Max Lederman (New York, 15 luglio 1922 – Rexburg, 3 ottobre 2018) è stato un fisico statunitense.
Tra i suoi successi vi sono le scoperte del neutrino muonico nel 1962 e del quark bottom (nello stato legato del mesone upsilon) nel 1977 che hanno contribuito alla sua affermazione tra i fisici delle particelle più importanti.
Ha ricevuto nel 1982 il premio Wolf per la fisica, assieme a Martin Lewis Perl, per le loro ricerche sui quark e sui leptoni, e nel 1988 il premio Nobel per la fisica, assieme a Melvin Schwartz e Jack Steinberger, per le loro ricerche sui neutrini. Scrittore scientifico riconosciuto, è diventato noto nel 1993 per il suo libro intitolato The God Particle (erroneamente tradotto in italiano come La particella di Dio invece di "La particella Dio") in cui stabiliva l'importanza del bosone di Higgs.

## Biografia
Lederman è nato a Manhattan da Minna Rosenberg e Morris Lederman, immigrati ucraini di origine ebraica gestori di una lavanderia, che gli trasmisero l'amore per il sapere.
È cresciuto nel Bronx e si è diplomato nel 1939 alla James Monroe High School nel quartiere di South Bronx. In seguito Lederman ha ricevuto la laurea in chimica dal City College di New York nel 1943. Si è arruolato nell'esercito avendo l'ambizione, una volta congedato, di diventare un fisico. In effetti, il suo migliore amico durante gli anni delle scuole superiori, Martin J. Klein (poi diventato storico della fisica), lo convinse "degli splendori della fisica durante una lunga serata su molte birre".
Dopo tre anni di servizio nei Signal Corps in Francia e Germania durante la seconda guerra mondiale, Lederman si è iscritto alla Columbia University dalla quale ha ricevuto la laurea in fisica nel 1948 e il dottorato di ricerca nel 1951 sotto la supervisione di Eugene T. Booth lavorando alla costruzione di una camera a nebbia di Wilson da utilizzare assieme al nuovo sincrociclotrone della Columbia in costruzione ai laboratori Nevis.
Con la sua prima moglie, Florence Gordon (morta nel 1990), ha avuto due figlie e un figlio: Rena, professoressa di antropologia a Princeton, Rachel, un avvocato per i diritti civili e Jesse, uno scrittore. Nel 1981 ha sposato Ellen Carr, con la quale ha vissuto fin da poco prima del suo novantesimo compleanno a Driggs, in Idaho, in una Blockhaus acquistata con la somma di denaro assegnata assieme al premio Nobel.
Nel maggio del 2015 la medaglia d'oro del premio Nobel è stata venduta a un'asta per 765.002 dollari per far fronte alle spese mediche relative alla diagnosi di demenza. È morto all'età di 96 anni a causa di complicazioni dovute alla demenza il 3 ottobre 2018 in una struttura di assistenza a Rexburg, in Idaho.
Lederman era ateo ed era noto nella comunità dei fisici per il suo senso dell'umorismo.

## Carriera
Al termine del dottorato, si è unito alla facoltà della Columbia University diventando professore ordinario nel 1958 e venendo poi promosso alla cattedra Eugene Higgins nel 1972. Alla Columbia, Lederman ha lavorato al sincrociclotrone da 385-400 MeV installato presso i laboratori Nevis dei quali è diventato direttore nel 1961.
Nel 1956, presso il Brookhaven National Laboratory, ha scoperto il mesone K neutro la cui esistenza era stata predetta sulla base di proprietà di simmetria fondamentali.
Successivamente si è dedicato allo studio delle proprietà del muone assieme a Richard L. Garwin e Marcel Weinrich, ottenendo la prima misura del suo momento magnetico mentre nel 1957 il gruppo ha modificato un esperimento già esistente in un ciclotrone e ha verificato immediatamente la violazione della parità nel decadimento beta del muone. Il gruppo ha ritardato la pubblicazione dei risultati fino a quando il gruppo di Wu Jianxiong, che stava utilizzando un approccio diverso, non fu pronto. I due articoli dei due gruppi di ricerca sono stati poi pubblicati uno di seguito all'altro sulla stessa rivista scientifica.
Dal 1958 al 1960, in congedo dalla Columbia, ha trascorso un periodo al CERN di Ginevra come membro della Fondazione Ford dove ha progettato l'esperimento Muon g-2 (che proseguirà per diversi decenni e darà vita a numerose collaborazioni) e misurato lo spin del muone.
Nel 1968 il suo gruppo di ricerca presso il Brookhaven ha studiato la produzione di coppia di elettroni e muoni nelle interazioni adroniche ad ampio momento trasversale, osservando una "spalla" nei dati che però non hanno identificato come una nuova particella, il mesone J/ψ, la cui identificazione nel 1974 da parte di Burton Richter e Samuel Chao Chung Ting valse loro il premio Nobel nel 1976.
Nel 1979 ha preso un lungo periodo di aspettativa dalla Columbia per assumere l'incarico di direttore del Fermilab, sostituendo il primo direttore Robert Rathbun Wilson, del quale diventerà poi direttore emerito nel 1989.
Nel 1986 ha fondato ad Aurora la Illinois Mathematics and Science Academy, una scuola superiore pubblica per studenti meritevoli con un curriculum focalizzato sullo studio della matematica e delle scienze. Nel 1989 si è dimesso dalla Columbia University e dal Fermilab, quindi ha insegnato brevemente all'Università di Chicago.
Successivamente si è trasferito al dipartimento di fisica dell'Illinois Institute of Technology dove gli è stata assegnata la cattedra Pritzker. Nel 1991 Lederman è diventato presidente dell'American Association for the Advancement of Science.
Lederman è stato anche uno dei principali sostenitori del movimento "Physics First" ("Prima la fisica"), noto anche come "Right-side Up Science" ("Scienza dal verso giusto") e "Biology Last" ("Biologia per ultima"), che ha cercato di riorganizzare il curriculum scolastico delle scuole superiori statunitensi affinché lo studio della fisica precedesse quello della chimica e della biologia.
Lederman ha ricevuto la National Medal of Science, il premio Wolf e la medaglia Ernest O. Lawrence. È stato presidente del Consiglio degli Sponsor del Bulletin of the Atomic Scientists e all'epoca della morte ne era presidente emerito. Dal 1989 al 1992 ha anche fatto parte del consiglio di amministrazione di Science Service, ora nota come Society for Science & the Public, un'organizzazione per la promozione della scienza, ed è stato membro del gruppo JASON che consiglia il governo statunitense sulle tematiche relative alla scienza e alla tecnologia soprattutto nell'ambito della difesa.
Nel 1976 il gruppo di fisici della E288 Collaboration, guidata da Lederman, ha annunciato che una particella (inizialmente chiamata upsilon) con una massa di circa 6 GeV veniva prodotta dall'acceleratore di particelle del Fermilab. Dopo aver raccolto ulteriori dati, nel 1977 il gruppo ha stabilito che questa particella non esisteva realmente e la "scoperta" è stata soprannominata "Oops-Leon", la cui pronuncia in lingua inglese è simile a quella di "upsilon", creando un gioco di parole tra l'interiezione "oops" (utilizzata colloquialmente per scusarsi di un errore commesso) e il nome proprio di Lederman. Gli approfondimenti necessari a confermare o meno questa scoperta hanno portato però a scoprire una particella realmente esistente a una massa di circa 9,5 GeV, il mesone upsilon, formato da un quark bottom (fino a quel momento solamente teorizzato) e dalla sua antiparticella.
Come direttore del Fermilab e successivamente come premio Nobel per la fisica, Lederman è stato un importante sostenitore del progetto del Superconducting Super Collider che è stato approvato intorno al 1983. Nel 1993, Lederman ha scritto con Dick Teresi il suo libro di divulgazione scientifica La particella di Dio: se l'universo è la domanda, qual è la risposta?  per cercare di promuovere la consapevolezza dell'importanza di tale progetto in un contesto di cambio di clima politico degli anni novanta e negli anni finali del progetto che, sempre più moribondo, è stato alla fine archiviato lo stesso anno dopo circa due miliardi di dollari di spese.
In La particella di Dio ha scritto: "La storia dell'atomismo è quella del riduzionismo - lo sforzo di ridurre tutte le operazioni della natura a un piccolo numero di leggi che governano un piccolo numero di oggetti primordiali", pur sottolineando l'importanza del bosone di Higgs.
Nel 1988 Lederman ha ricevuto il premio Nobel per la fisica assieme a Melvin Schwartz e Jack Steinberger "per il metodo del fascio di neutrini e la dimostrazione della struttura doppia dei leptoni attraverso la scoperta del neutrino muonico". Lederman ha ricevuto anche la National Medal of Science (1965), il premio Elliott Cresson per la fisica (1976), il premio Wolf per la fisica (1982) e il premio Enrico Fermi (1992).
Lederman è stato uno dei primi sostenitori del Science Debate 2008, un'iniziativa per convincere gli allora candidati alla presidenza degli Stati Uniti Barack Obama e John McCain a discutere le principali sfide della politica scientifica nazionale.
Il 26 agosto 2008 Lederman è stato videoregistrato da un'organizzazione scientifica chiamata ScienCentral in una strada di una grande città degli Stati Uniti mentre rispondeva alle domande dei passanti come "Cos'è la forza forte?" e "Cosa è successo prima del Big Bang?".
Nell'ottobre 2010 Lederman ha partecipato al programma Lunch with a Laureate organizzato dall'USA Science and Engineering Festival (di cui era anche membro del comitato consultivo) dove studenti delle scuole medie e superiori incontrano uno scienziato premio Nobel per una conversazione informale durante un pranzo al sacco.
Nel 2012 gli è stato assegnato il premio Vannevar Bush per i suoi contributi alla comprensione delle forze di base e delle particelle della natura.

## Premi e riconoscimenti
- Elezione all'Accademia nazionale delle scienze, 1965.
- National Medal of Science, 1965.
- Elezione all'American Academy of Arts and Sciences, 1970.
- Elliott Cresson Medal del Franklin Institute, 1976.
- Premio Wolf per la fisica, 1982.
- Premio Nobel per la fisica, 1988.
- Elezione all'American Philosophical Society, 1989.
- Premio Enrico Fermi del Dipartimento dell'Energia, 1992.
- Nomina come Tetelman Fellow al Jonathan Edwards College, 1994.
- Dottore in Scienze umanistiche, DePaul University, 1995.
- Ordem Nacional do Merito Cientifico (Brasile), 1995.
- In Praise of Reason dal Committee for Skeptical Inquiry (CSICOP), 1996.
- Medaglia della Division of Particles and Fields della Mexican Physical Society, 1999.
- Premio Vannevar Bush, 2012.

## Opere
- con Dick Teresi, La particella di Dio: se l'universo è la domanda, qual è la risposta? (The God Particle: If the Universe Is the Answer, What Is the Question?, 1993), Arnoldo Mondadori Editore, 1996, ISBN 88-04-37156-0
- con David N. Schramm, From Quarks to the Cosmos, Scientific American Library, 1995, ISBN 0-7167-6012-6
- con Judith Scheppler, Portraits of Great American Scientists, Prometheus Books, 2001, ISBN 1-57392-932-8
- con Christopher Hill, Fisica quantistica per poeti (Quantum Physics for Poets), Bollati Boringhieri, 2013, ISBN 978-88-339-2331-4
- con Christopher Hill, Oltre la particella di Dio: la fisica del XXI secolo (Beyond the God Particle), 2013, Bollati Boringhieri, 2014, ISBN 978-88-339-2571-4